# Pleurostachys kuhlmannii
Pleurostachys kuhlmannii är en halvgräsart som beskrevs av Georg Kükenthal. Pleurostachys kuhlmannii ingår i släktet Pleurostachys och familjen halvgräs. Inga underarter finns listade i Catalogue of Life.